# Cyklon Sidr
Cyklon Sidr (oznaczenie JTWC: 06B) – czwarty cyklon tropikalny posiadający swoją nazwę w sezonie 2007 cyklonów na północnym Oceanie Indyjskim. Począwszy od rana 15 listopada według IMD wiatr wiał z prędkością 215 km/h a według JTWC 250 km/h z podmuchami osiągającymi 305 km/h, osiągając piątą kategorię huraganów w skali Saffira-Simpsona. Rejon gwałtownych zmian pogodowych został określony jako niż 11 listopada, a dzień później jako cyklon Sidr, który znacznie przybrał na sile nad wodami Zatoki Bengalskiej. Huragan spowodował na masową skalę ewakuację ludności w Bangladeszu. W jego wyniku według oficjalnych danych zginęło co najmniej 3447 osób.